# Adoxotricha
Adoxotricha là một chi bướm đêm thuộc họ Gelechiidae.